# Freire (Chile)
Freire es una comuna de la Provincia de Cautín, en la Región de La Araucanía, en la zona sur de Chile.

## Historia

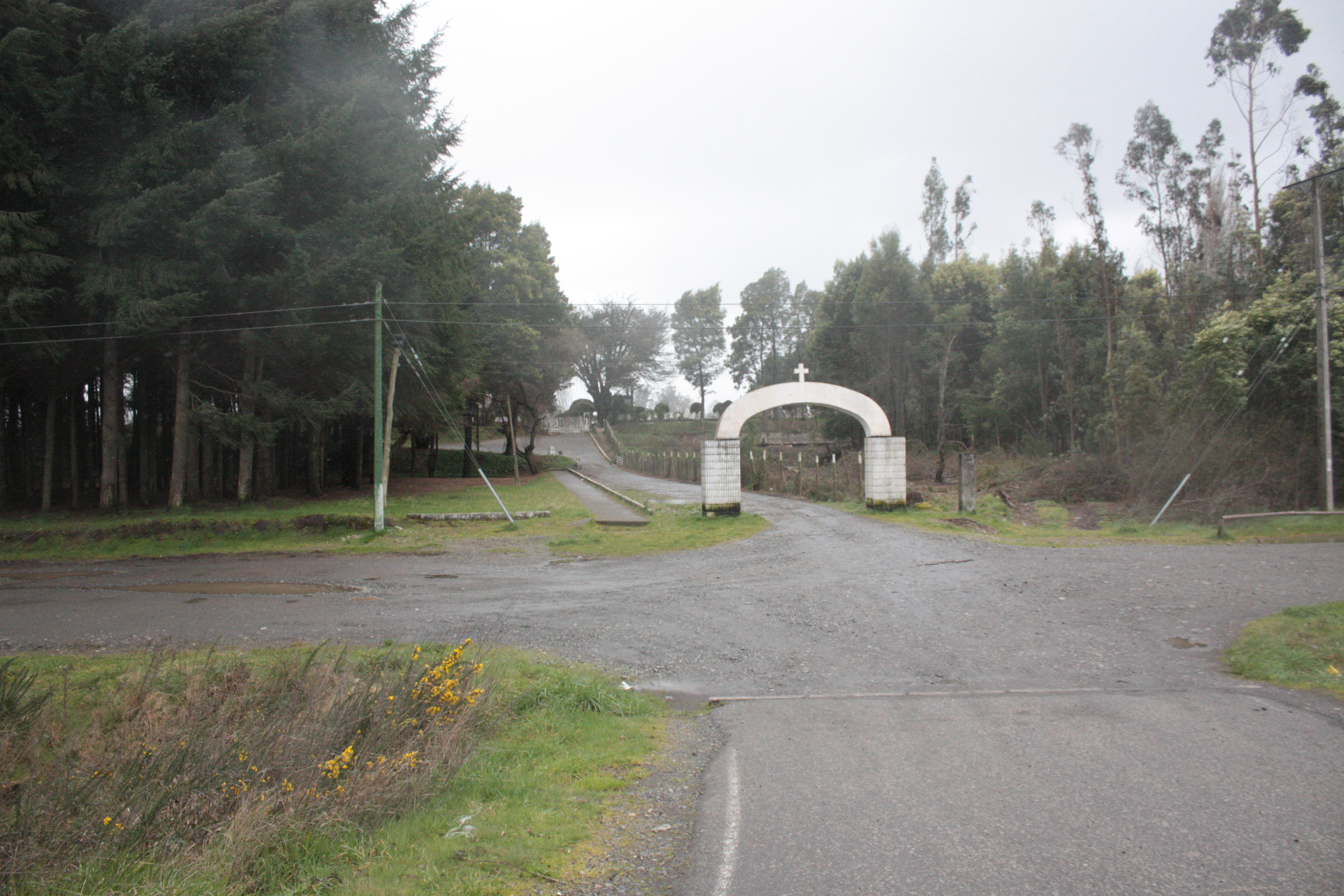
Entrada al cementerio de Freire

La historia de la comuna de Freire en Chile está repleta de momentos significativos que abarcan desde las iniciativas de colonización en el siglo XIX hasta el desarrollo de infraestructuras modernas en el siglo XXI. Durante el gobierno del general Manuel Bulnes, figuras como Bernardo Philippi y Vicente Pérez Rosales fueron encargados de traer inmigrantes alemanes para colonizar el sur de Chile. Este plan de colonización cobró mayor importancia tras la Guerra del Pacífico, cuando el gobierno de Domingo Santa María envió tropas al mando del coronel Gregorio Urrutia para incorporar el territorio al sur del río Biobío a la soberanía chilena.
En noviembre de 1882, el Ejército de La Frontera se concentró en Temuco con el objetivo de consolidar la línea del Cautín y contener la resistencia de los mapuches. El 20 de noviembre, una expedición destinada a refundar la ciudad de Villarrica se detuvo en Mahuidache debido a la espesa vegetación y, finalmente, llegó el 7 de diciembre al lugar conocido como Rucañanco. Allí se fundó el "Fuerte de Freire", en honor al director supremo Ramón Freire. Posteriormente, el ciudadano alemán Juan Schleyer y otros colonos trazaron el pueblo de Freire, situado a 7 km del Fuerte Rucañanco y a 25 km de Temuco. El 21 de noviembre de 1885, se aprobó definitivamente el plano del pueblo y el 17 de marzo de 1919, Freire se convirtió en comuna.
El siglo XX vio un rápido desarrollo en la comuna. En 1900, el ferrocarril comenzó a operar, seguido de la fundación de la primera escuela en 1907, bajo la dirección de Onofre Colina. En 1914, el primer automóvil llegó a Freire, adquirido por Juan de la Fuente. En 1917, se abrió una oficina de la Compañía de Teléfonos, que funcionó hasta 1973. Al año siguiente, en 1918, se inauguró la oficina de telégrafo comercial, que estuvo en operación hasta 1940. En el mismo año, se establecieron varias instituciones importantes, incluida la primera Iglesia Parroquial de Freire, dedicada a "San Sebastián", y el Registro Civil.
El primer Alcalde de Freire, Juan Schleyer H., asumió el cargo entre 1919 y 1921. En 1920, se instaló la Caja de Ahorro, precursora del actual Banco del Estado chileno. En 1929, Freire sufrió su primer gran incendio, seguido por otros en 1933 y 1955. La atención médica llegó en 1931 con la residencia del primer médico, Ernesto García Vergara. En 1936, se creó la Primera Compañía de Bomberos, y en 1966, se estableció la Segunda Compañía de Bomberos.
Durante la segunda mitad del siglo XX y en el siglo XXI, la infraestructura continuó desarrollándose. En 1972, se inauguró un nuevo cuartel de bomberos, en 1997 se construyó el Puente Toltén en la Ruta 5 Sur, y entre 2005 y 2011 se llevó a cabo la construcción del Aeropuerto Internacional La Araucanía cerca de Freire.

## Medio ambiente

### Geomorfología y componentes abióticos

Trazado simplificado de los ecosistemas y cuerpos de agua presentes en la comuna de Freire.

La comuna de Freire se encuentra emplazada en las unidades geomorfológicas de Llano central con morrenas y conos y Llanos de sedimentación fluvial o aluvional; y presenta según la clasificación climática de Köppen clima mediterráneo de lluvia invernal (Csb) y clima templado lluvioso con leve sequedad estival (Cfb (s)). Esta además se halla entre las cuencas hidrográficas de río Imperial y río Toltén. Además, la comuna posee diversos cuerpos de agua, entre los que se destacan la laguna Guale; y río Allipen, río Huichahue, río Quepe y río Toltén.

### Componentes bióticos
Dentro del territorio de la comuna se puede encontrar el siguiente ecosistema:
- Bosque caducifolio templado donde predominan Nothofagus obliqua y Laurelia sempervirens (En peligro)

### Medidas de protección ambiental y conflictos socioambientales
Hasta 2022, la comuna de Freire no cuenta con áreas territoriales destinadas a la protección ambiental.

## Administración

### Municipalidad
La Ilustre Municipalidad de Freire es dirigida en el periodo 2021-2024 por el alcalde José Colihuil Binimelis (PDC), quien preside el Concejo Municipal compuesto por los siguientes concejales:

### Representación parlamentaria
Freire integra el Distrito Electoral n.º 23 y pertenece a la 11.ª Circunscripción Senatorial. De acuerdo a los resultados de las elecciones parlamentarias, Freire es representada en la Cámara de Diputados del Congreso Nacional por los siguientes diputados en el periodo actual:
- Miguel Alejandro Mellado Suazo (RN)
- Miguel Ángel Becker Alvear (RN)
- Henry Leal Bizama (UDI)
- Andrés Jouannet Valderrama (IND - Partido radical)
- Stephan Herbert Schubert Rubio (IND - Partido republicano de Chile)
- Mauricio Antonio Ojeda Rebolledo (IND - Partido republicano de Chile)
- Ericka Ñanco Vásquez (RD)

En el Senado, la representan los senadores en la circunscripción XI Felipe Kast Sommerhoff (Evópoli), Francisco Huenchumilla Jaramillo (PDC), Jaime Quintana Leal (PPD), José García Ruminot (RN) y Carmen Gloria Aravena Acuña (Evópoli).

## Economía
En 2018, la cantidad de empresas registradas en Freire fue de 290. El Índice de Complejidad Económica (ECI) en el mismo año fue de -0,56, mientras que las actividades económicas con mayor índice de Ventaja Comparativa Revelada (RCA) fueron Fabricación de Artículos de Cuchillería (678,7), Fabricación de Otros Productos de Madera, Artículos de Corcho, Paja y Materiales Trenzables (125,2) y Alquiler de Equipo de Construcción o Demolición Dotado de Operarios (83,8).

## Personas destacadas
- Rufino Bernedo Zorzano (1926-2006): baloncestista.
- Paty Cofré (1939-): humorista, comediante y vedette